# Modelo magnético mundial

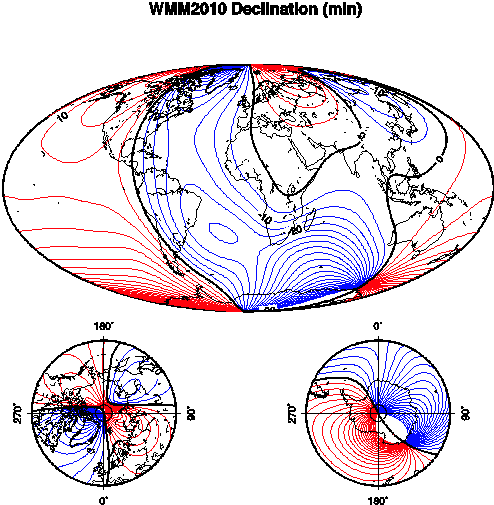
Mapa de declinación magnética a nivel del mar para el año 2010 derivado de WMM2010.

El Modelo Magnético Mundial (WMM) es una representación a gran escala espacial del campo magnético de la Tierra. Fue desarrollado conjuntamente por el Centro Nacional de Datos Geofísicos de EE. UU. y el Servicio Geológico Británico. Los datos y las actualizaciones son emitidos por la Agencia Nacional de Inteligencia Geoespacial de EE. UU. y el Centro Geográfico de Defensa del Reino Unido.
El modelo consiste en una expansión armónica esférica de grado y orden 12 del potencial escalar magnético del campo principal geomagnético generado en el núcleo de la Tierra. Aparte de los 168 coeficientes de "Gauss" esférico-armónicos, el modelo también tiene un número igual de coeficientes de variación secular (SV) esférico-armónico que predicen la evolución temporal del campo durante los próximos cinco años.
El WMM es el modelo geomagnético estándar del Departamento de Defensa de los Estados Unidos (DoD), el Ministerio de Defensa (Reino Unido), la Organización del Tratado del Atlántico Norte (OTAN) y la referencia de navegación y actitud/rumbo de la Oficina Hidrográfica Mundial (WHO). También se utiliza ampliamente en sistemas de navegación civiles. Por ejemplo, el WMM está preinstalado en dispositivos Android e iOS para corregir la declinación magnética. El WMM es producido por el Centro Nacional de Datos Geofísicos de EE. UU. (NGDC) en colaboración con el Servicio Geológico Británico (BGS). El modelo, el software asociado y la documentación son distribuidos por la NGDC en nombre de la Agencia Nacional de Inteligencia Geoespacial (NGA).
Los coeficientes del modelo actualizados se publican a intervalos de 5 años, y se supone que WMM2015 (publicado el 15 de diciembre de 2014) durará hasta el 31 de diciembre de 2019. Sin embargo, debido a movimientos extraordinariamente grandes y erráticos del polo norte magnético, se publicó una actualización fuera de ciclo (WMM2015v2) en febrero de 2019 (con un retraso de algunas semanas debido al cierre del gobierno federal de EE. UU.) para modelar con precisión el campo magnético por encima de 55° de latitud norte hasta finales de 2019. La siguiente actualización periódica (WMM2020) se produjo en diciembre de 2019.